# Avenida Los Próceres
La avenida Los Próceres es una de las principales avenidas del distrito de Santiago de Surco, en la ciudad de Lima, capital del Perú. Se extiende de norte a sur, y luego, de sureste a sur, a lo largo de 10 cuadras. Su trazo es continuado al sur por la avenida Guardia Civil

## Recorrido
Se inicia en la avenida Tomás Marsano, siguiendo el trazo de la avenida Caminos del Inca.